# Tremelo
Tremelo är en kommun i Belgien.   Den ligger i provinsen Flamländska Brabant och regionen Flandern, i den centrala delen av landet, 30 km nordost om huvudstaden Bryssel. Antalet invånare är 14 506.
I omgivningarna runt Tremelo växer i huvudsak blandskog. Runt Tremelo är det tätbefolkat, med 319 invånare per kvadratkilometer.